# Re (Vestfold)
Re was een gemeente in de Noorse provincie Vestfold. De gemeente ontstond in 2002 door de samenvoeging van de voormalige gemeenten Våle en Ramnes. Het bestuurlijk centrum van de gemeente was het dorp Revetal. Re telde 9486 inwoners in januari 2017. Per 1 januari 2020 werd Re toegevoegd aan de gemeente Tønsberg.

## Plaatsen in de voormalige gemeente
- Kirkevoll/Brekkeåsen
- Linnestad
- Rånerudåsen
- Revetal/Bergsåsen
- Våle

Færder · Holmestrand · Horten · Larvik · Sandefjord · Tønsberg

Voormalige gemeente: Andebu · Hof · Lardal · Nøtterøy · Re · Sande · Stokke · Svelvik · Tjøme